# محمد صالح علي القباطي
محمد صالح علي القباطي برلماني يمني، عضو في مجلس النواب، عن الدورة البرلمانية 2003 - 2009 والكتلة البرلمانية لنواب حزب الحزب الأشتراكي اليمني عن الدائرة الانتخابية رقم (27) بمحافظة عدن.
باتفاق سياسي تمددت فترة المجلس لمدة عامين وتمددت لمدة عامين آخرين حتى 2013 حسب اتفاق المبادرة الخليجية.